# Antonio Sacramento
Fernando Antolí-Candela Piquer (Valencia, 3 de junio de 1915 – Valencia, mayo de 2016) fue un médico otorrinolaringólogo y artista plástico.

## Biografía
Fernando Antonio Sacramento Antolí-Candela Piquer nació en Valencia el 3 de junio del año 1915. Siguiendo la tradición familiar, estudió medicina, y ejerció la especialidad en otorrinolaringología en el Hospital Militar y en la Seguridad Social. Pero desde niño se sintió atraído por las artes plásticas, a las que se dedicó con la firma de Antonio Sacramento, reservando su nombre original para la profesión médica.
Es especialmente conocido por sus esculturas urbanas en la ciudad de Valencia, aunque como artista cultivó especialidades variadas como la pintura, el cartelismo o el diseño.
Ya centenario, fallecía a finales de mayo de 2016.

## Obra urbana

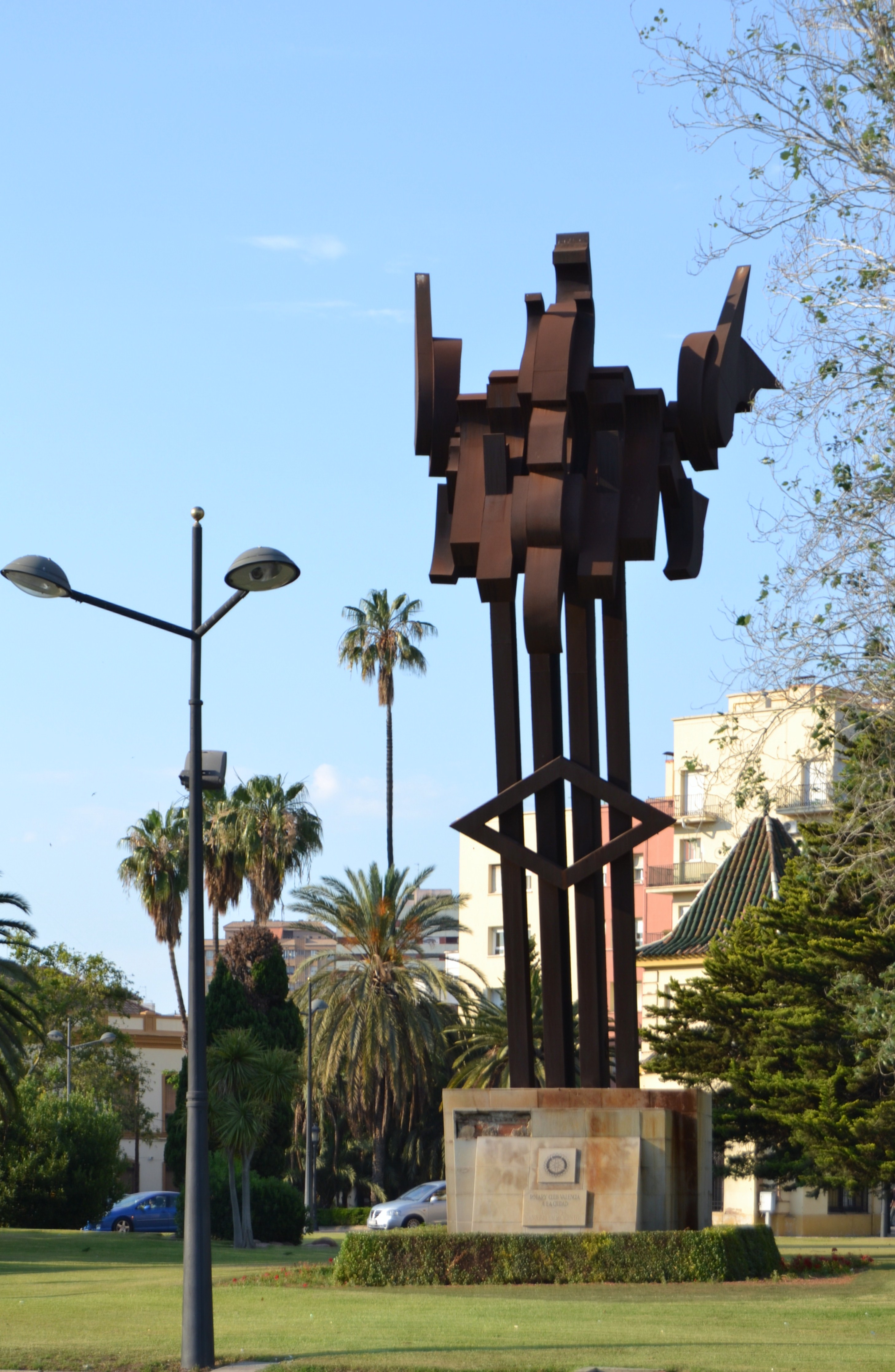
Cabeza del rey Don Jaime, Valencia

- Cruz de término de la Pista de Silla, hierro patinado en oro, mayo 1965, Valencia39°26′14″N 0°22′12″O / 39.437194, -0.370056
- Victoria de Valencia, 1969, Plaza de América, Valencia39°28′15″N 0°21′56″O / 39.470863, -0.365512
- Monumento al Rey Jaime I, 1991, Plaza de Zaragoza, Valencia39°28′07″N 0°21′40″O / 39.468564, -0.360990
- Monumento a Manuel Granero, 1998, Calle Játiva, Valencia39°28′01″N 0°22′35″O / 39.467053, -0.376527
- 9 segundos, 9 décimas, s/f, Madrid